# IC 260
IC 260 ist eine elliptische Galaxie vom Hubble-Typ E im Sternbild Perseus am Nordsternhimmel. Sie ist schätzungsweise 386 Millionen Lichtjahre von der Milchstraße entfernt.
Das Objekt wurde am 6. September 1888 vom US-amerikanischen Astronomen Lewis A. Swift entdeckt.